# 横浜市イギリス館
横浜市イギリス館（よこはましイギリスかん英: British House Yokohama）は、神奈川県横浜市中区山手町の港の見える丘公園内にある西洋館である。

## 歴史
1937年に、イギリス軍駐屯地の跡にあたる現在地に鉄筋コンクリート構造地上2階・地下1階建のイギリス総領事公邸として完成した。設計にあたったイギリス政府工務局上海事務所は東アジアにおけるイギリスの在外公館の営繕を所管しており、1931年に日本大通に開設されたイギリス総領事館（現 横浜開港記念館旧館）や東京の駐日英国大使館、山口県の旧下関英国領事館、北海道の函館市旧イギリス領事館なども設計している。
この総領事公邸が完成した1937年に日中戦争が勃発し、1941年12月に日本がイギリスとアメリカに宣戦布告すると両国の大使館員は日本の監視下に置かれた。1942年3月にはマクビティ代理領事ら3人が収監され、主不在のまま終戦を迎えた。1969年に総領事が本国に引き揚げた際に公邸の土地と建物が競売にかけられ、横浜市が買収した。その後、港の見える丘公園の施設として「横浜市イギリス館」の名称でホールや会議室が整備された。1990年には、横浜市指定有形文化財に指定されている。2002年からは、2階の展示室と復元された寝室を一般公開している。

## 建築
地上2階・地下1階建で、1階は書斎や応接室・食堂・サンルームとして使われていたが、現在は応接室・食堂・サンルームをホールとして一体的に利用されている。2階は3部屋の寝室や浴室として使われていた。寝室のうち領事夫妻が使用していた1室は当時の様子に復元され、残る2室は資料の展示スペース、会議室にそれぞれ転用されている。1階西側に半円形に張り出したサンルームの上部はバルコニーになっている。ドアノブや階段の手すりには巻貝の様な意匠が使われ、家庭的な印象をもたらしている。寝室に連なるサンポーチには丸い窓が設けられ、これは船の舷窓をイメージしたものと考えられている。地下にはワインセラーなどがある。玄関左側には王冠の図柄と「GR Ⅵ 1937」と記されたレリーフがある。これはジョージ6世の時代に建設されたことを表す。
現在は港の見える丘公園の施設として、1階ホールは60人程度までのコンサートや発表会に貸し出され、利用の無い日には見学可能である。2階の復元寝室・展示室も公開されている。入館は無料で、第4水曜日休館。

## 交通
- みなとみらい線元町・中華街駅から徒歩7分
- JR根岸線・市営地下鉄桜木町駅から横浜市営バス20系統またはあかいくつもしくは神奈川中央交通バス11系統、根岸線山手駅より市営バス20系統「港の見える丘公園」下車。

## 周辺
- 山手111番館、神奈川近代文学館、大佛次郎記念館 - 港の見える丘公園内の建築物。山手111番館は本館と同様に内部を公開している
- 岩崎博物館
- エリスマン邸、ベーリック・ホール、山手234番館 - 元町公園内の西洋館
- 外交官の家、ブラフ18番館 - 山手イタリア山庭園内の西洋館

## ギャラリー

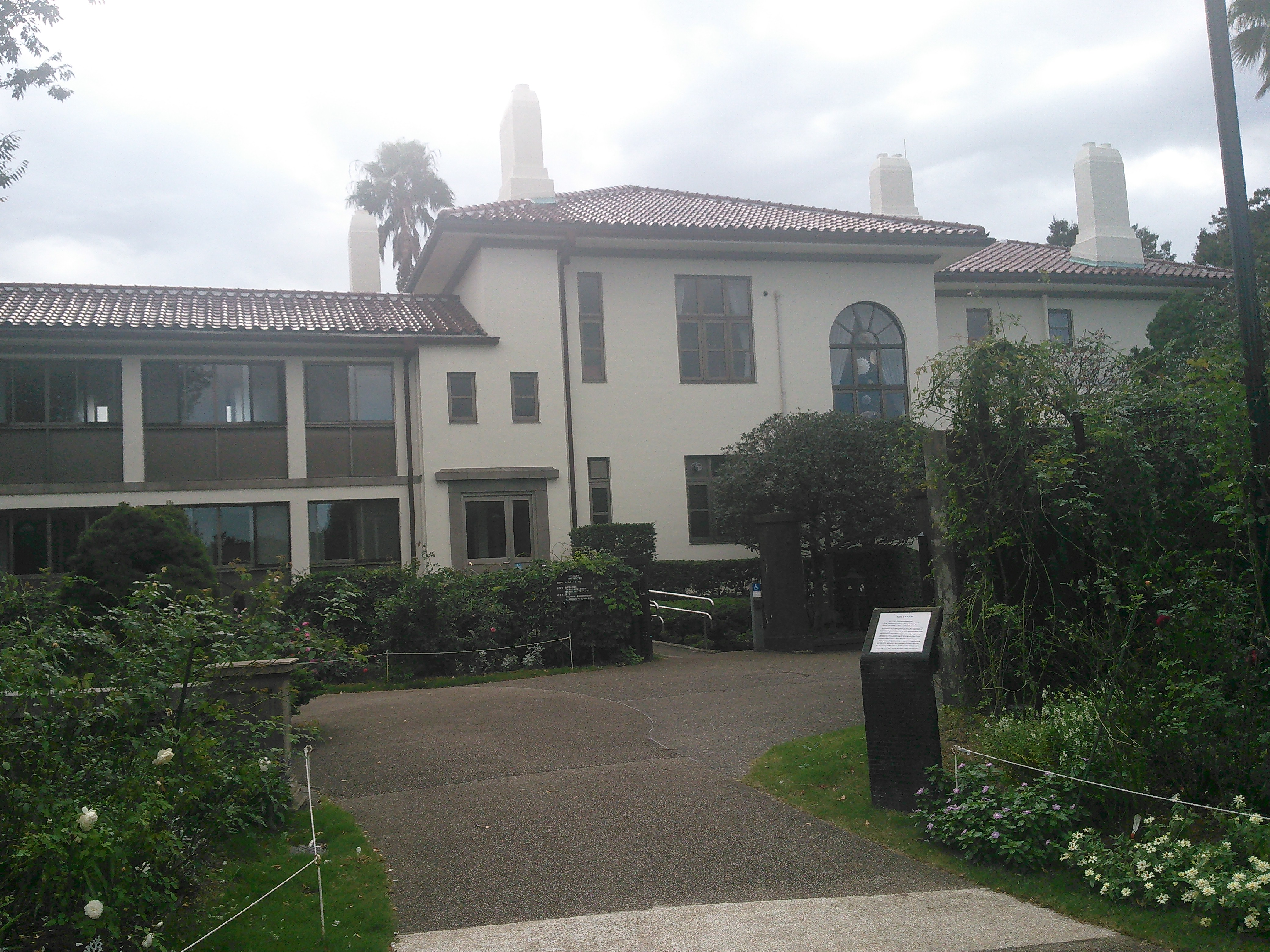
北側外観。左側は使用人の附属室として使用されていた
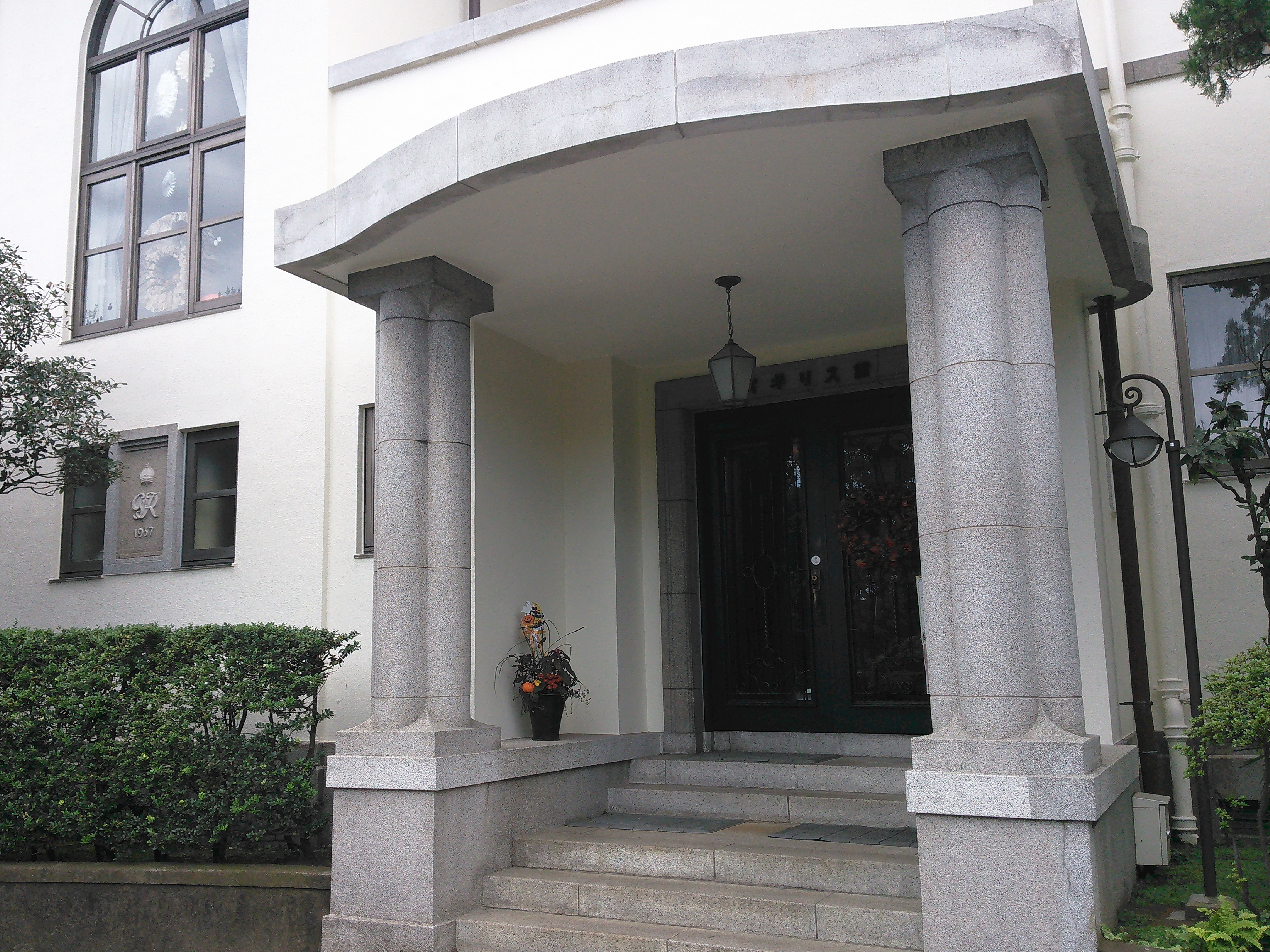
玄関左側に「GR Ⅵ 1937」と記されたレリーフが見える。天井から下がる照明器具は、創建当時からのもの
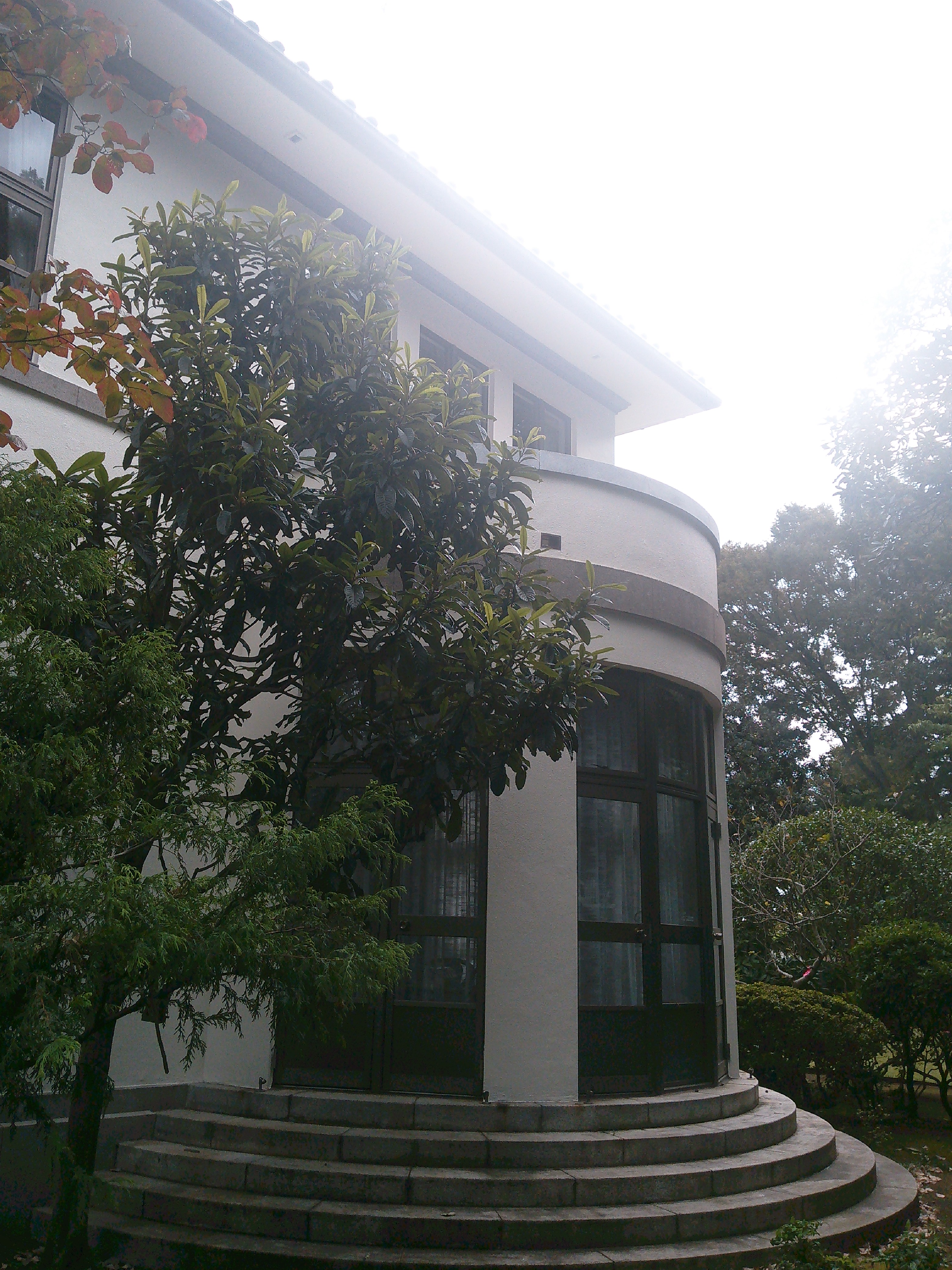
半円形のサンルーム
寝室の暖炉
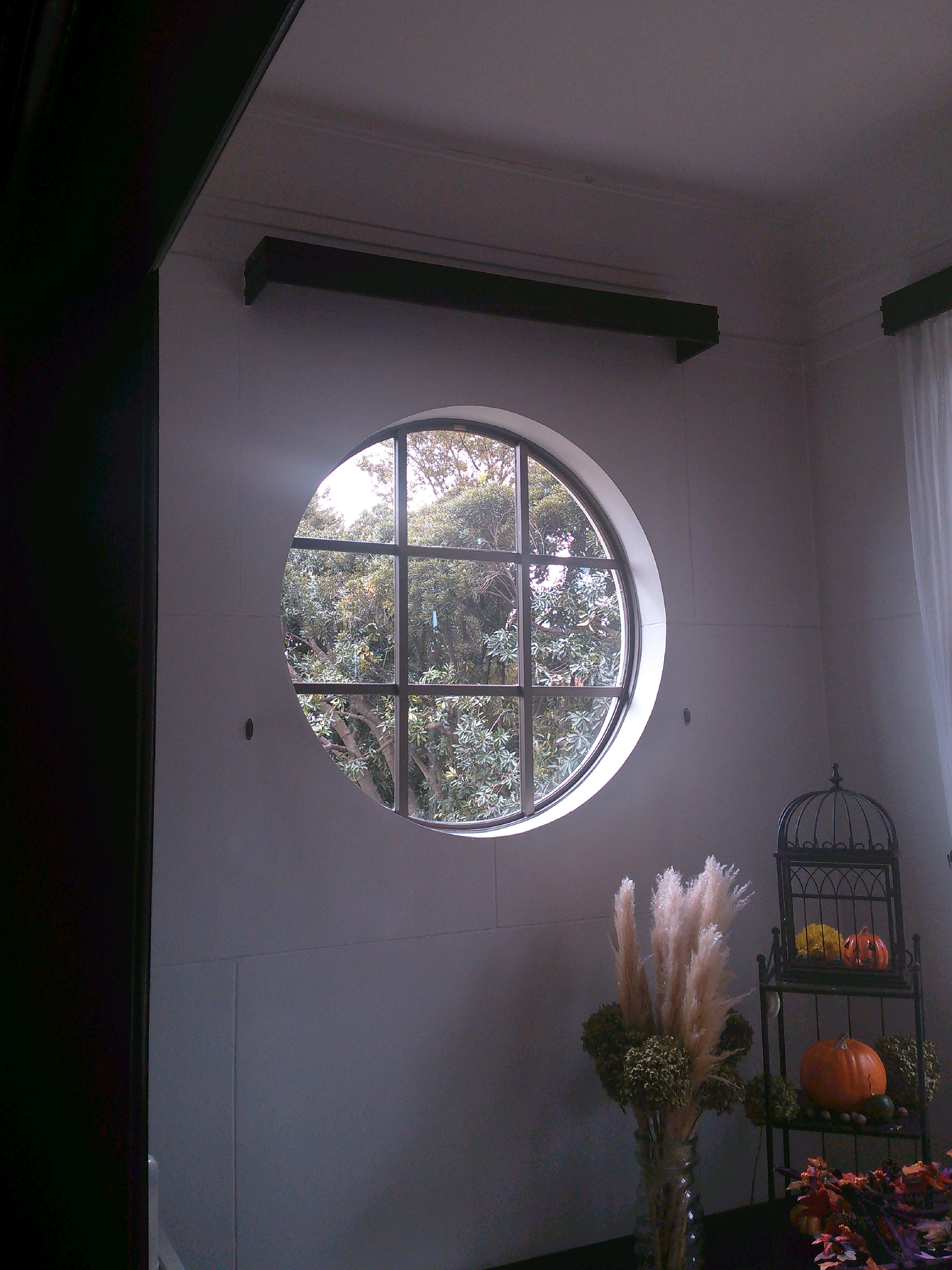
階段室の円形の窓
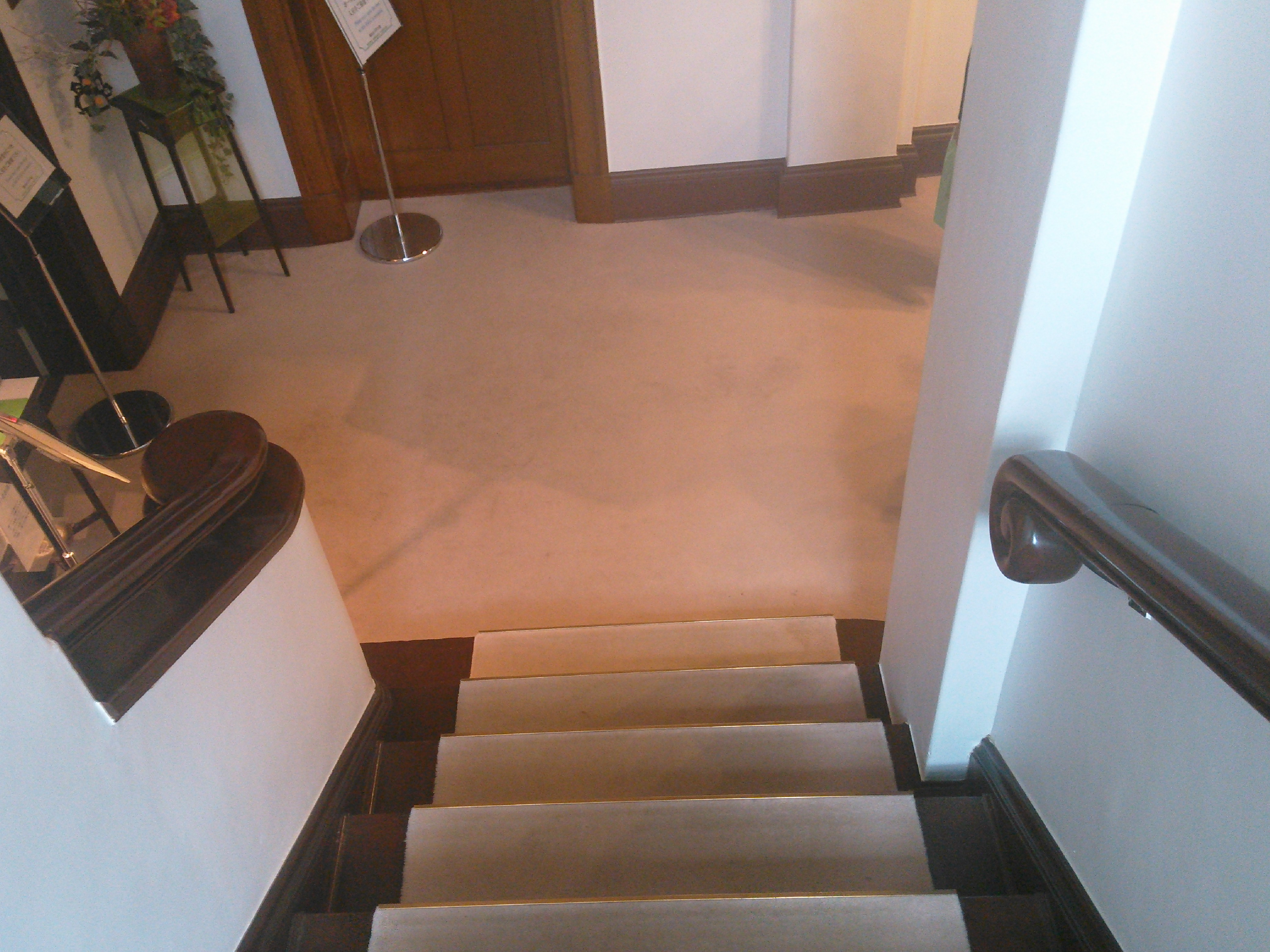
階段の手すりの、かたつむりのような端部も特徴的である